# 圣嘉勒圣殿

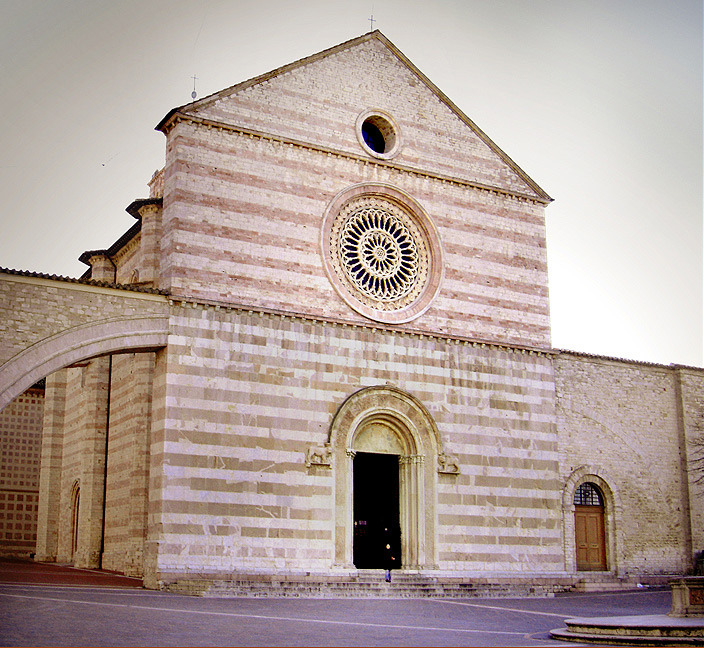
圣嘉勒圣殿

圣嘉勒圣殿（義大利語：Basilica di Santa Chiara），位于意大利阿西西，是13世纪教堂，奉献给亚西西的圣方济各的追随者、贫穷修女会的會祖亚西西的圣嘉勒，安葬其遗体。教堂在著名建筑师Filippo Campello指导下开始动工。1260年10月3日，圣嘉勒的遗体迁葬于此，安放在新教堂祭坛的下面。

## 图片

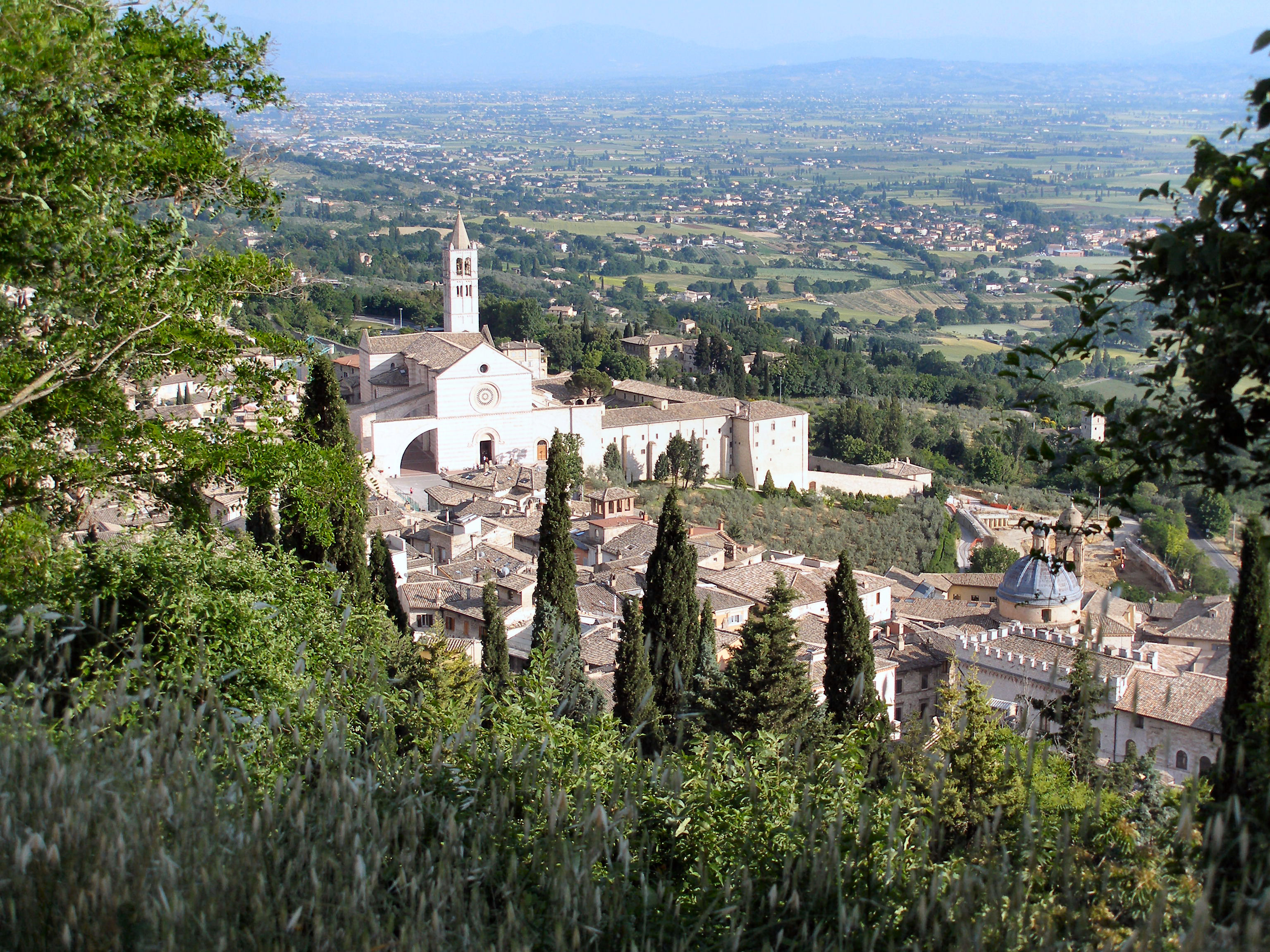
圣嘉勒圣殿
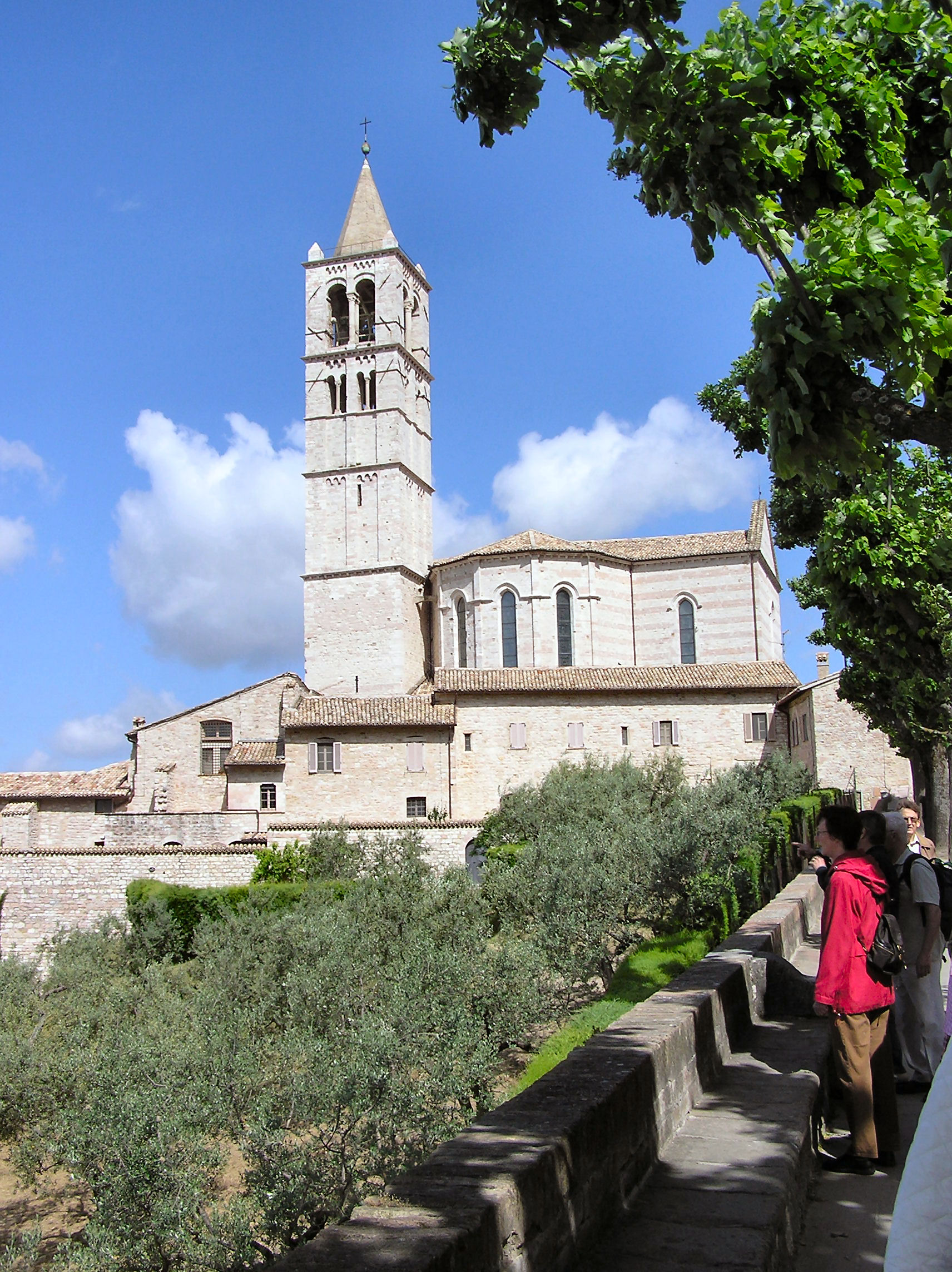
圣嘉勒圣殿
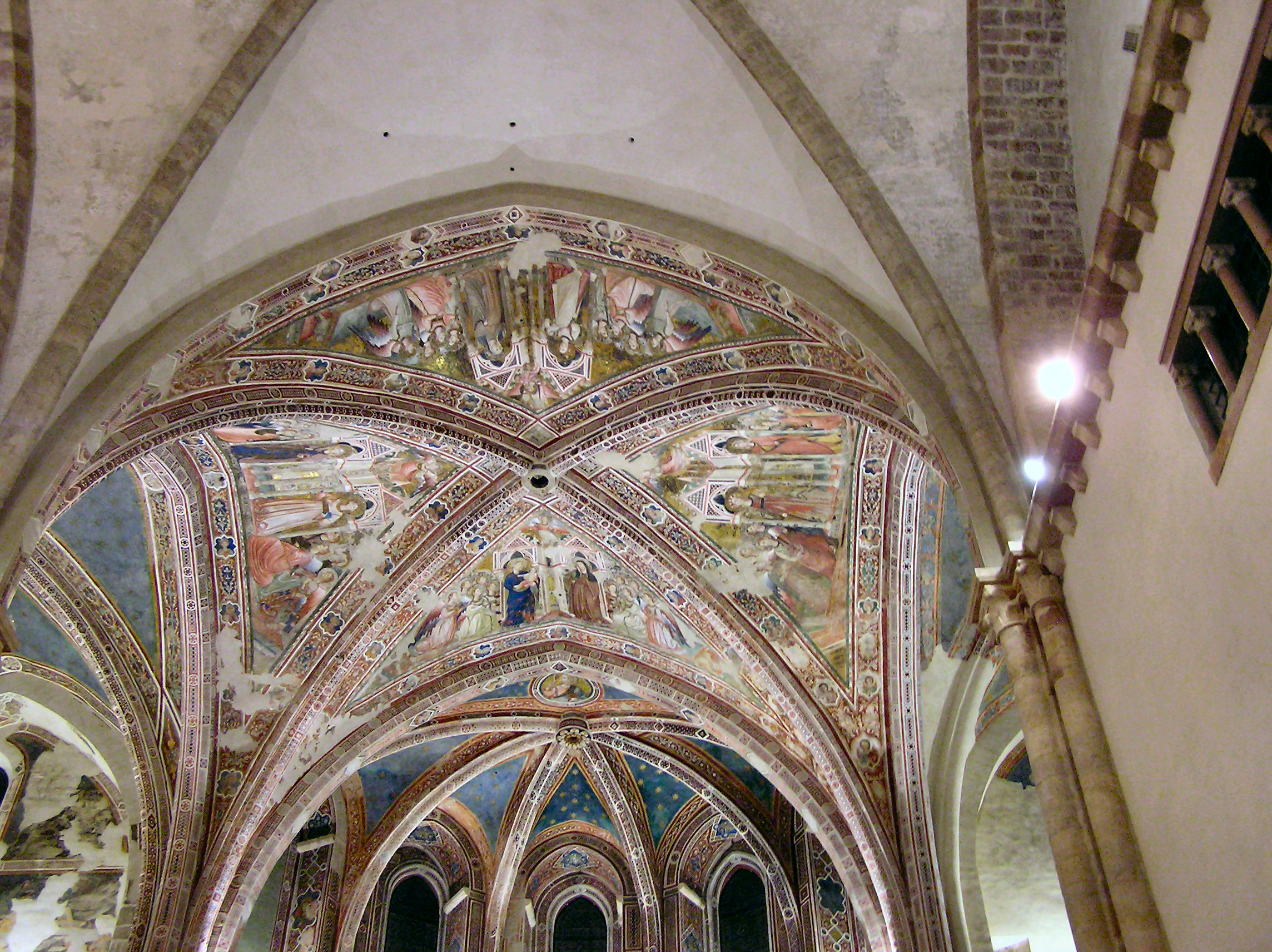
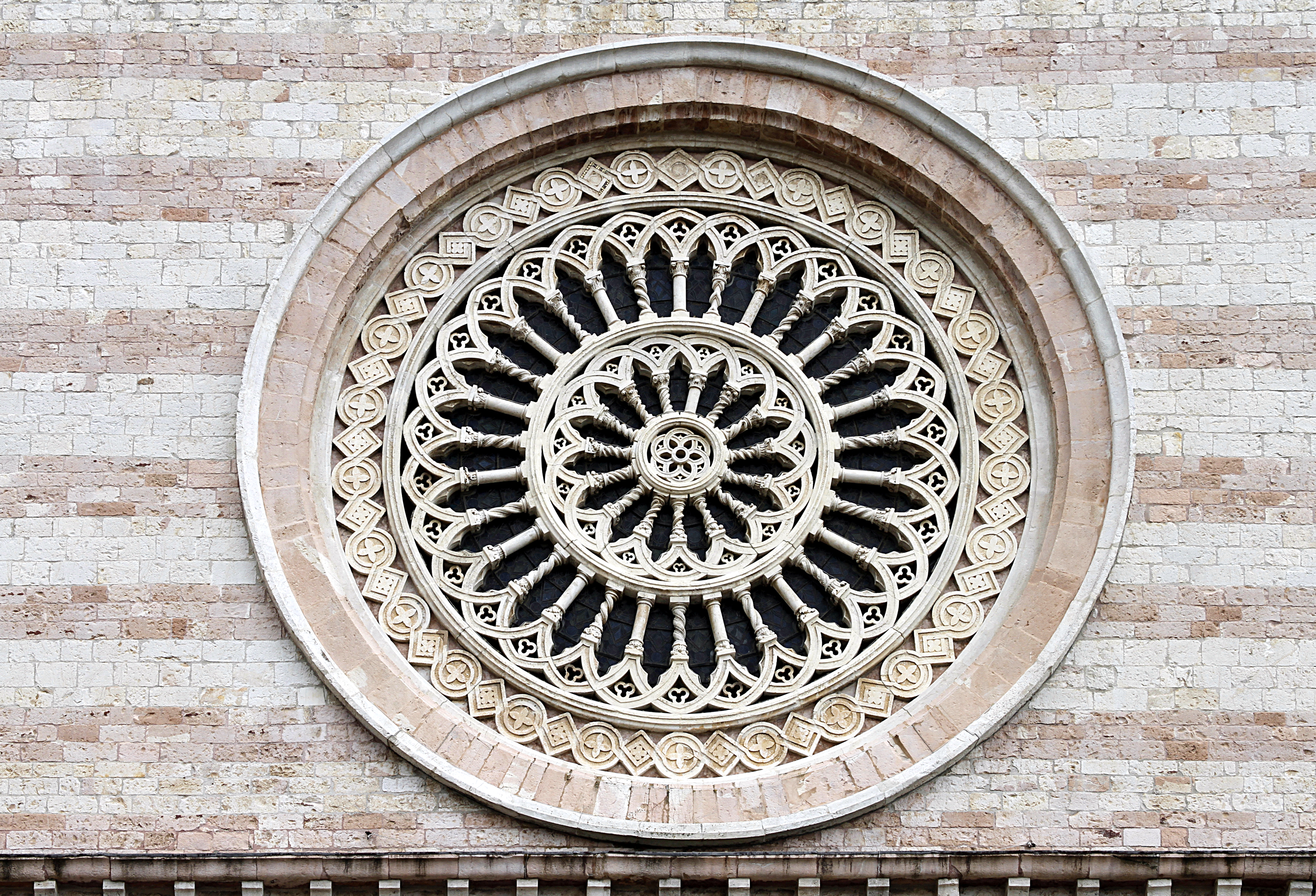
玫瑰花窗